# Aulesti (Echevarría)
Aulesti es una entidad de población española del municipio de Echevarría, perteneciente a la provincia de Vizcaya, en la comunidad autónoma del País Vasco.

## Demografía
En 2022, la entidad singular de población tenía empadronados 38 habitantes.
| Gráfica de evolución demográfica de Aulesti entre 1842 y 2021 |
| |
| Población de derecho según los censos de población del INE Población de hecho según los censos de población del INEEn estos censos se denominaba Múrelaga: 1842, 1857, 1860, 1877, 1887, 1897, 1900, 1910, 1920, 1930, 1940, 1950, 1960, 1970 y 1981 |